# 71.ª Divisão de Infantaria (Alemanha)
A 71ª Divisão de infantaria Kleeblatt ("Divisão Folha de Trevo", "Sortuda") (em alemão: 71. Infanterie-Division) foi uma divisão de infantaria do Exército Alemão, criada em 26 de agosto de 1939, pouco antes da eclosão da Segunda Guerra Mundial, como uma divisão da 2ª Onda (2. Welle) de desdobramento pelo Comandante de Infantaria 19 (Infanterie-Kommandeur 19) em Hildesheim. Ela lutou em Verdun, Stalingrado e Monte Cassino, entre outros.
O símbolo da divisão era o trevo de quatro folhas e após congratulações pela vitória em Verdun em junho de 1940, a divisão passou a ser chamada de "sortuda". A mesma ação também rendeu ao Generalleutnant Karl Weisenberger a Cruz de Cavaleiro da Cruz de Ferro em 29 de junho de 1940 pelo Generalfeldmarschall Ernst Busch.
A divisão foi destruída em Stalingrado no mês de janeiro de 1943, sendo reformada no dia 17 de fevereiro de 1943 na Dinamarca. No mês de setembro de 1943 foi enviada para a Itália, sendo destruída no Monte Cassino no mês de maio de 1944. As unidades restantes que se reagruparam, renderam-se para os soldados britânicos na Áustria, em St. Veit, no mês de maio de 1945.

## História divisional
Na história divisional da 71ª Divisão de Infantaria, é feita uma distinção entre a formação e composição do pessoal até a Batalha de Stalingrado como uma cesura, por um lado, e a nova formação completa após a aniquilação em 1943, por outro. A força divisional era de 15.000 homens.

### Áreas de operações
- Linha Siegfried (setembro de 1939 - maio de 1940)
- França (maio de 1940 - junho de 1941)
- Frente Oriental (junho-outubro de 1941)
- França (outubro de 1941 - abril de 1942)
- Frente Oriental (abril - agosto de 1942)
- Batalha de Stalingrado (agosto de 1942 – janeiro de 1943)
- Dinamarca (março - agosto de 1943)
- Eslovênia (agosto – setembro de 1943)
- Itália (setembro de 1943 - dezembro de 1944)
- Hungria e Áustria (dezembro de 1944 - maio de 1945)

## Mobilização em 1939
Em agosto de 1939, a 71ª Divisão de Infantaria foi criada no Distrito Militar XI (Wehrkreis XI) e foi recrutada principalmente de soldados do que hoje é a Baixa Saxônia: Hanover, Hildesheim, Braunschweig e Harz ocidental. Principalmente os nascidos entre 1910 e 1920 foram convocados, com uma força divisional de 15.000 homens.
A mobilização ocorreu em 25/26 de agosto de 1939 pelo Comandante de Infantaria 19 (Infanterie-Kommandeur 19) em Hildesheim sob a palavra de código "Sigurd 9757". Na primavera de 1939, sob o comando do Coronel Wolf, o Infantarie-Regiment 211 (IR 211) já estava preparado para operações de combate como Regimento de Infantaria de Treinamento 1 (Übungs-Infanterie-Regiment 1) na área de treinamento militar de Bergen e foi atribuído uma seção na Linha Siegfried. O treinamento na área de retaguarda do exército consistia principalmente na operação dos armamentos, treinamento de campanha de combate, aproximação silenciosa, movimento no escuro e tiro.
O primeiro comandante divisional foi o Generalmajor Wolfgang Ziegler em Hildesheim, ex-comandante da 19ª Divisão de Infantaria. Os cargos de comandantes de regimento foram preenchidos por oficiais experientes da Primeira Guerra Mundial. Logo após a mobilização geral, o restante da 71ª Divisão de Infantaria foi transferido para Pirmasens em marchas noturnas para proteger a fronteira, a fim de se mudar para sua zona de desdobramento para a campanha ocidental na França.

## Frente Ocidental 1940

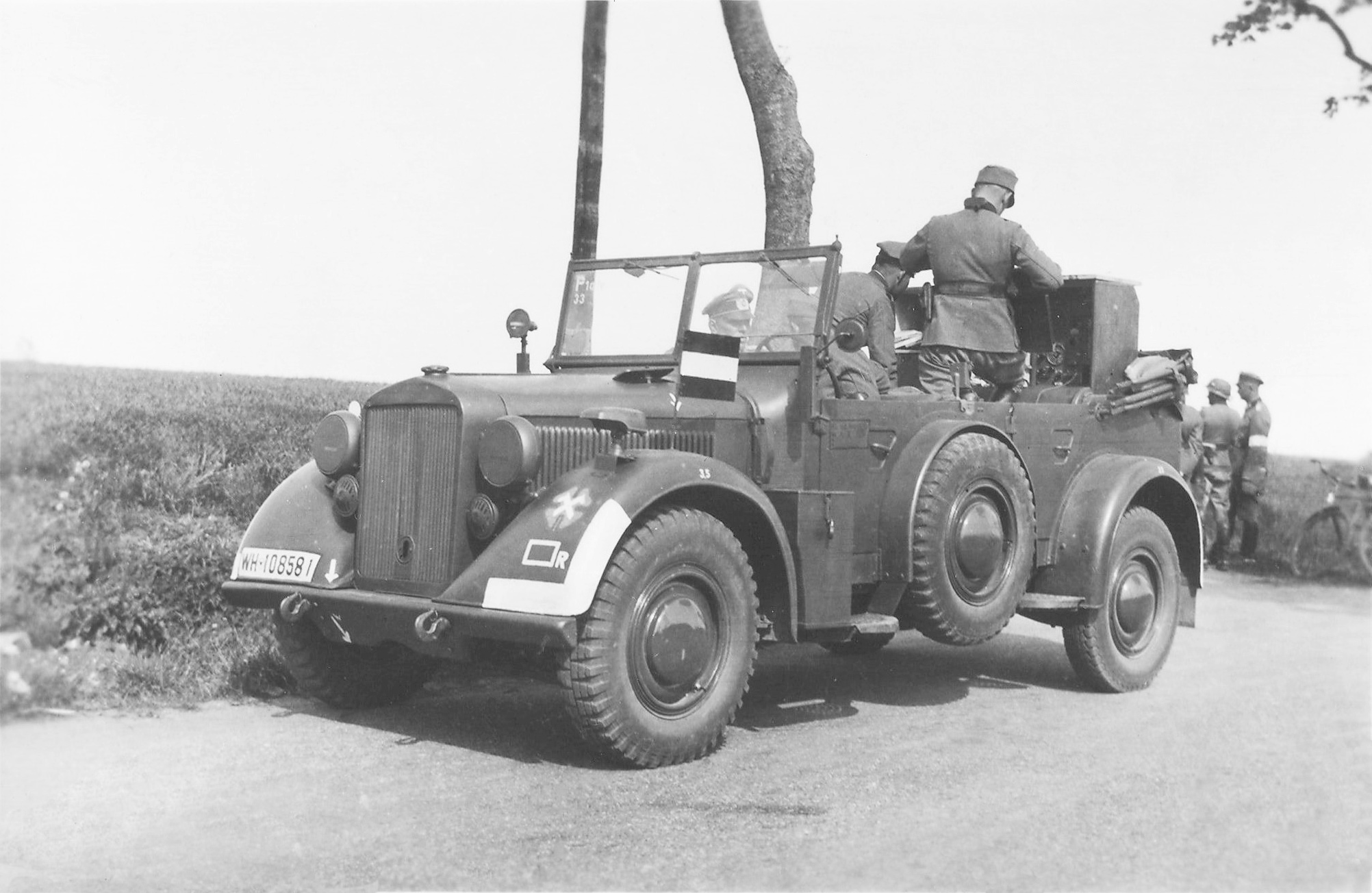
Einheits-PKW der Wehrmacht Horch 901, carro de comando regimental. O trevo de identificação de tropa mostra que elas pertencem à 71ª Divisão de Infantaria, data e local desconhecidos

Após a 71. ID marchar para sudoeste através de Luxemburgo e sul da Bélgica, ela cruzou o rio Chiers e seguiram para a Linha Maginot. Os combates se acumularam no ataque à Colina 311, taticamente significativa. Isso fez da 71ª Divisão de Infantaria uma das primeiras unidades a escalar a Linha Siegfried. Em 18 de maio de 1940, a divisão continuou seu avanço em cooperação com engenheiros e caçadores de tanques (panzerjäger) tomando a vila de Villy, a fábrica de tanques 505 e outras fortificações na área de La Ferté (Linha Maginot).
Juntamente com o IR 188 subordinado à 71ª Divisão de Infantaria, Olizy e a Cota 342 foram capturados. O período entre 21 de maio e 10 de junho de 1940 foi caracterizado por batalhas defensivas na Linha Maginot, que foi ampliada ainda mais para proteção contra contra-ataques. Em 22 de maio de 1940, sete oficiais e 170 suboficiais e praças foram dados como mortos. No início de junho de 1940, na floresta Bois d'Inor, também conhecida como o “Inferno Verde” (Grüne Hölle), numerosos contra-ataques de tirailleurs marroquinos e legionários estrangeiros tiveram que ser repelidos antes que a divisão pudesse se mover para leste do rio Meuse na área de Verdun. Em 15 de junho de 1940, a 71ª Divisão de Infantaria foi ordenada a tomar Fort Vaux e Fort Douaumont, com o IR 211 carregando o peso do ataque. O ataque teve sucesso sob a liderança do comandante de batalhão Hauptmann Corduan, que lutou em Verdun durante a Primeira Guerra Mundial. A queda das duas fortalezas abriu o caminho para a cidadela de Verdun, que caiu depois que Fort Froide Terre foi tomado.
No decorrer de junho de 1940, a 71ª Divisão de Infantaria perseguiu o inimigo em retirada através do Mosela até Nancy. A missão na Frente Ocidental terminou com a concessão de inúmeros prêmios: a Cruz de Cavaleiro da Cruz de Ferro foi concedida ao Generalleutnant Karl Weisenberger, Oberst Hans-Karl von Scheele (comandante do Infanterie-Regiment 191), Oberleutnant Germer e Unteroffizier Papo.
Entre 1940 e 1941, a 71ª Divisão de Infantaria serviu como divisão de treinamento (Lehr-Division) na área de treinamento militar de Königsbrück.

### Frente Oriental 1941-42
A partir de junho de 1941, a 71ª Divisão de Infantaria participou do ataque à União Soviética e surpreendentemente rompeu as fortificações da fronteira soviética perto de Niemstow em 22 de junho de 1941. Em 24 de junho de 1941, uma batalha defensiva contra 50 tanques soviéticos ocorreu perto de Niemirow, com eles disparando de posições ocultas contra a infantaria alemã. Outras posições do Exército Vermelho na área de treinamento militar de Wiszenka foram varridas e derrotadas. No final de junho de 1941, o rompimento nas posições do norte de Lemberg foi alcançado. Durante quase todo o mês de julho de 1941, a divisão conseguiu um longo período de marcha pela Ucrânia no âmbito da reserva do exército (Armeereserve), que foi dificultada pelo mau tempo e pelo terreno desfavorável.

### Batalha de Kiev 1941
Como parte do 6º Exército, a 71ª Divisão de Infantaria deveria formar o ponto focal (Schwerpunkt) da ofensiva em Kiev, a qual se expandiu para a Batalha de Kiev. Longos períodos de chuva tornaram as estradas intransitáveis e, assim, atrasaram o avanço. A batalha por Kiev foi iniciada tomando as cidades de Ksawerowka (IR 211), Marjarowka (IR 194) e Gelenowka (IR 191). Entre as fronteiras divisionais da 99ª Divisão Leve e da 95ª Divisão de Infantaria, a 71ª Divisão de Infantaria tomou de assalto o setor sul de Kiev. O ataque foi atrasado por uma linha de bunkers ao longo do rio Weta, que foram penetrados em combates obstinados no início de agosto de 1941 e o XXIX Corpo de Exército abriu o acesso a Kiev. Entre 10 e 24 de agosto de 1941, o Exército Vermelho realizou grandes contra-ataques contra a posição perdida do Vasa, mas todos falharam.
Aqui, a 71ª Divisão de Infantaria foi substituída pela 296ª Divisão de Infantaria e recebeu uma nova seção de combate de 60 quilômetros de largura no setor oeste da cidade pesadamente fortificada de Kiev, às margens do rio Irpen. Em 16 de setembro de 1941, o XXIX Corpo de Exército lançou um grande ataque a Kiev, que terminou três dias depois com o envelopamento do Exército Vermelho e a captura da cidade. A 71ª Divisão de Infantaria propriamente dita não esteve envolvida na captura e foi transportada para sua nova área operacional.

### Batalha de Carcóvia 1942
Em 5 de abril de 1942, a Ordem nº 55616/42 do OKW/WFSt abriu a ofensiva de verão na Frente Oriental. Para este fim, a 71ª Divisão de Infantaria, que foi realocada da França de volta à Frente Oriental em abril de 1942, recebeu a ordem em conjunto com o 6º Exército para empurrar a linha de frente soviética ao sul de Kharkov e transferir a linha de batalha principal para o área do rio Donets para criar uma nova posição inicial para o Grupo de Exércitos Sul.
Enquanto o IR 211 apoiou a 294ª Divisão de Infantaria em tarefas defensivas em Ternowaja, os outros dois regimentos entraram em suas linhas de partida. Enquanto isso, o Exército Vermelho avançou com um desdobramento maciço de infantaria e tanques, bem como um desdobramento numericamente superior de pessoal e materiais perto de Peremoga, a leste e sudeste de Kharkov, e amarrou grandes partes das unidades alemãs. Unidades da 71ª Divisão de Infantaria defenderam a área ao norte de Izium no Donets. As formações alemãs conseguiram, inter alia, cercar os 6º e 57º Exércitos soviéticos. A batalha de primavera resultante de Kharkov, de 17 a 24 de maio de 1942, terminou com a derrota do Exército Vermelho.
A isto seguiu-se assumirem as posições defensivas no babka. Então a divisão avançou através de Nikolayevka para o setor Oskol. A unidade participou de batalhas de perseguição via Belovodsk, Morozovskaya, o Tschir ao Don no setor Generalow. Outras batalhas defensivas se desenvolveram a oeste de Kalatsch. A partir de agosto de 1942, os soldados de infantaria da 71. ID cruzaram o Don, tomaram Karpovka e Rossoschka até chegarem finalmente a Stalingrado.

## Avanço em Stalingrado 1942
Em 3 de setembro de 1942, o General Friedrich Paulus tinha as seguintes forças armadas disponíveis para a conquista de Stalingrado: 30.000 soldados do LI. Corpo de Exército (389ª, 295ª e 71ª Divisões de Infantaria) e 50.000 soldados do 4º Exército Panzer, XXXXVIII. Corpo Panzer e IV Corpo de Exército (24ª Divisão Panzer, 14ª DP, 29ª Divisão de Infantaria Motorizada, 94ª Divisão de Infantaria e a 20ª Divisão de Infantaria romena); um total de 80.000 soldados. O L.I. Corpo de Exército, com a 71ª Divisão de Infantaria sob o comando do Generalmajor Alexander von Hartmann, deveria abrir caminho pelos subúrbios ocidentais e noroestes até Stalingrado. Na noite de 3 de setembro de 1942, a 71ª e a 295ª Divisões de Infantaria moveram-se para o leste, capturando a estação de Gumrak na luta contra o 2º Corpo de Tanques soviético (Major-General Andrey Kravchenko) e a 112ª Divisão de Fuzileiros soviética (Coronel Ivan Yermolkin). Eles empurraram o 23º Corpo de Tanques sob o comando do Major-General A. F. Popov e a 399ª Divisão de Fuzileiros sob o Coronel Nikolai Grigoryevich Travnikov para o leste em direção à estação Konnaia. O objetivo era concentrar as principais forças para o ataque às colinas Gorodishche e Mamayev. Os regimentos de infantaria 211 e 194 romperam as linhas defensivas do 112ª Divisão de Fuzileiros soviética, enquanto na ala direita, o IR 191 tomou de assalto as trincheiras do 196ª Divisão de Fuzileiros sob o comando do Coronel Polikarpov, e capturou Talowoi e as estações de Opytnaia e Eschowka.
Isso levou a grandes perdas por parte do Exército Vermelho, que respondeu ao avanço alemão com um contra-ataque no hospital de Stalingrado. A cunha de impacto da 71ª Divisão de Infantaria abriu caminho profundamente nas linhas do 62º Exército ao sul de Gunmrak e "literalmente varreu a 87ª e a 196ª DF da linha de batalha das tropas soviéticas". Na região ao redor de Gumrak houve então uma série de outras batalhas defensivas contra os remanescentes das 112ª DF, 196ª DF e 87ª DF.
Em 4 de setembro de 1942, o Major-General Anton Lopatin ordenou um contra-ataque para impedir que a 71ª Divisão de Infantaria ganhasse uma posição na margem leste do rio Tsaritsa. A 244ª Divisão de Fuzileiros soviética encontrou o Regimento de Infantaria 191, que ocupou as alturas circundantes e se aproximou do centro da cidade ao longo do Tsaritsa por 4km. Lopatin relatou falsamente que as tropas de Afanasiev destruíram grande parte do IR 191. Em 8 de setembro de 1942, as 295 ID e 71 ID continuaram seu avanço de Gorodishche e Razgulaewka na estrada principal de Gumrak a Stalingrado e empurraram centenas de soldados do Exército Vermelho da 87ª DF, 42ª BF e um regimento da 244ª DF para o vizinhança do hospital e da estação de tratores motorizados ao norte do rio Tsaritsa; combates pesados se desenvolveram em torno de Razgulaewka. Como resultado, a 87ª Divisão de Fuzileiros logo tinha apenas 140 soldados. A 71ª Divisão de Infantaria de Hartmann registrou apenas pequenos ganhos de terreno entre o hospital e o Tsaritsa. Entretanto, os três regimentos de infantaria da divisão tiveram que reunir todas as suas forças para cobrir as trincheiras das 42ª BF e 244ª DF, prontas para o assalto.
A batalha pelos subúrbios de Stalingrado atingiu seu clímax em 12 de setembro e ocorreu principalmente em torno do terreno montanhoso de 1,5 a 3km de largura no oeste e norte da cidade entre Gorodishche, Alexandrowka, a estação Razgulaewka e o hospital. Na noite de 12 de setembro, os combates diminuíram, o 6º Exército estava de posse das cordilheiras taticamente importantes, enquanto os 62º e 64º Exércitos soviéticos, em particular, sofreram pesadas perdas na batalha defensiva.

### Organização da 71ª Divisão de Infantaria em 12 de setembro de 1942
Antes da ofensiva na cidade de Stalingrado, a 71ª Divisão de Infantaria tinha sua posição inicial a oeste da fábrica de aço "Outubro Vermelho" e do rio Tsaritsa, em frente à 6ª Brigada de Tanques, à 42ª Brigada de Fuzileiros e um regimento de fuzileiros da 244ª DF. As 295 ID e 71 ID receberam ordens do hospital para avançar diretamente para o centro de Stalingrado.

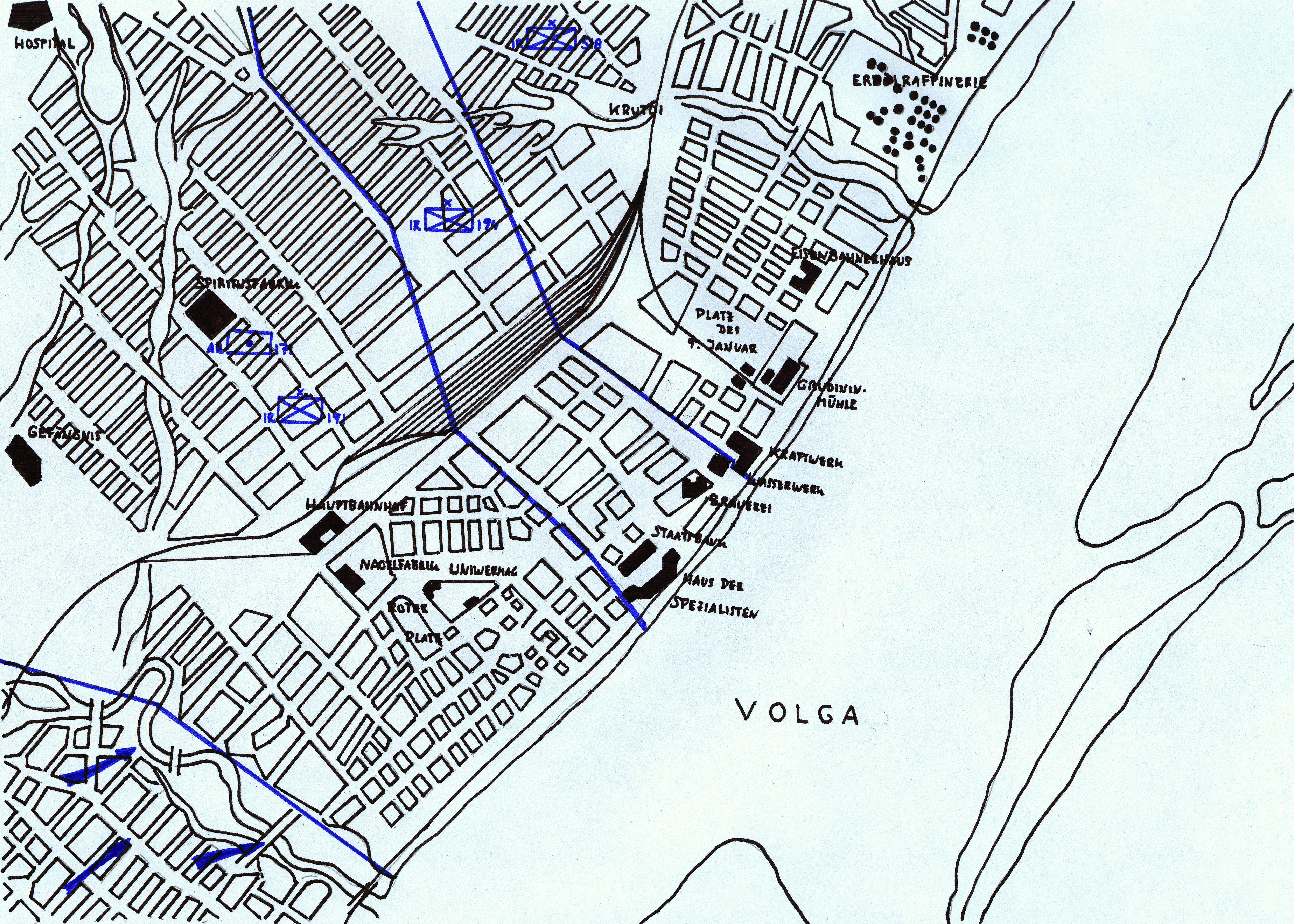
Centro de Stalingrado com as disposições de batalha dos IR 518, IR 194 e IR 191

O Coronel Friedrich Roske emitiu a ordem para sua unidade de que uma rápida captura do Volga e uma conclusão vitoriosa da luta contra o Exército Vermelho também significaria um término antecipado da campanha oriental:
“Estamos nesta fase da luta, que é de excepcional importância para a guerra e especialmente para a campanha oriental. O mundo inteiro olha para as tropas de Stalingrado e, além disso, a conclusão rápida e vitoriosa da batalha com a chegada do Volga também significa uma conclusão para o regimento. As tropas devem ser avisadas disso. Espero que todo o regimento seja extremamente pressionado, o que será digno das conquistas do IR 194 até agora."

- Coronel Friedrich Roske, Comandante do 194º Regimento de Infantaria.
Uma ordem do dia semelhante foi emitida para os soldados do 191º Regimento de Infantaria:
“Soldados da 71ª Divisão! Estamos nos aproximando do clímax da Batalha de Stalingrado. Avante para o Volga! Tudo para a Alemanha! Então vamos tomar Stalingrado!"

– Capitão Fricke, comandante de batalhão do 2º Batalhão/191º Regimento de Infantaria.

## Comandantes
| Comandante                                 | Data                                                 |
| ------------------------------------------ | ---------------------------------------------------- |
| Generalmajor Wolfgang Ziegler              | 26 de agosto de 1939 - 14 de outubro de 1939         |
| Generalleutnant Karl Weisenberger          | 5 de outubro de 1939 - 10 de outubro de 1940         |
| Generalmajor Dr.Phil. Friedrich Altrichter | 10 de outubro de 1940 - 15 de fevereiro de 1941      |
| Generalmajor Friedrich Herrlein            | 15 Feb 1941 - 28 de março de 1941                    |
| Generalleutnant Alexander von Hartmann     | 28 de março de 1941 - 25 de janeiro de 1942          |
| Oberst Max Schrank                         | 25 de janeiro de 1942 - 1 de abril de 1942           |
| Generalleutnant Alexander von Hartmann     | 1 de abril de 1942 - 26 de janeiro de 1943 (KIA) (1) |
| Generalmajor Dipl. Ing. Fritz Roske        | 26 de janeiro de 1943 - 31 de janeiro de 1943 (POW)  |
| Generalmajor von Papenau                   | 1943                                                 |
| Generalleutnant Wilhelm Raapke             | 15 de março de 1943 - 10 de janeiro de 1945          |
| Generalmajor Eberhard von Schuckmann       | 10 de janeiro de 1945 - ?? 1945                      |

## Ordem de Batalha

### 1939
- Infanterie-Regiment 191
- Infanterie-Regiment 194
- Infanterie-Regiment 211
- Artillerie-Regiment 171
- Pionier-Bataillon 171
- Panzerabwehr-Abteilung 171
- Aufklärungs-Abteilung 171
- Infanterie-Divisions-Nachrichten-Abteilung 171
- Infanterie-Divisions-Nachschubführer 171 mit z kleinen Kraftwagen-Kolonnen und 4 Fahrkolonnen
- Sanitätskompanien 1. und 2. / 171
- Feldlazarett 171
- Krankenkraftwagenzüge 1. und 2. / 171
- Nachschub-Kompanie 171
- Werkstatt-Kompanie 171
- Schlächterei-Kompanie 171
- Veterinär-Kompanie 171
- Bäckerei-Kompanie 171
- Feldpostamt 171

### 1943
- Grenadier-Regiment 191
- Grenadier-Regiment 194
- Grenadier-Regiment 211
- Artillerie-Regiment 171
- Pionier-Bataillon 171
- Feldersatz-Bataillon 171
- Panzerjäger-Abteilung 171
- Aufklärungs-Abteilung 171
- Infanterie-Divisions-Nachrichten-Abteilung 171
- Kommandeur der Infanterie-Divisions-Nachschubtruppen 171
- Sanitätskompanien 1. und 2. / 171
- Feldlazarett 171
- Krankenkraftwagenzüge 1. und 2. / 171
- Nachschub-Kompanie 171
- Werkstatt-Kompanie 171
- Schlächterei-Kompanie 171
- Veterinär-Kompanie 171
- Bäckerei-Kompanie 171
- Feldpostamt 171

## Condecorações
Durante o seu tempo de atuação, diversos soldados desta unidade foram condecorados com a Cruz de Cavaleiro da Cruz de Ferro e a Cruz Germânica:
| Nome                                                      | Data       | Patente             | Unidade                                 |
| --------------------------------------------------------- | ---------- | ------------------- | --------------------------------------- |
| Cruz de Cavaleiro da Cruz de Ferro                        |            |                     |                                         |
| Hartmann von, Alexander                                   | 08.10.1942 | Generalmajor        | Kdr 71. Inf.Div                         |
| Weisenberger, Karl                                        | 29.06.1940 | Generalleutnant     | Kdr 71. Inf.Div                         |
| Cruz de Cavaleiro da Cruz de Ferro com Folhas de Carvalho |            |                     |                                         |
| Fredebold, Reinhard Dipl.-Ing.                            | 30.08.1942 | Major d.R.          | Kdr III./Inf.Rgt 191                    |
| Grasser, Rudolf                                           | 29.11.1944 | Feldwebel           | Zugführer i. d. 8./Gren.Rgt 191         |
| Mally, Karl                                               | 12.03.1944 | Hauptmann           | Führer II./Gren.Rgt 191                 |
| Offschany, Karl                                           | 07.03.1941 | Feldwebel           | Zugführer i. d. 9./Inf.Rgt 191          |
| Scheele von, Hans-Karl                                    | 04.07.1940 | Oberst              | Kdr Inf.Rgt 191                         |
| Schulze, Johannes                                         | 14.01.1945 | Hauptmann d.R.      | Kdr I./Gren.Rgt 191                     |
| Roske, Fritz Dipl.-Ing.                                   | 20.01.1943 | Oberst              | Kdr Inf.Rgt 194                         |
| Barnbeck, Hermann                                         | 29.10.1942 | Oberst              | Kdr Inf.Rgt 211                         |
| Haecker, Franz                                            | 16.03.1944 | Oberfeldwebel       | Zugführer i. d. 5./Gren.Rgt 211         |
| Hoffmann, Paul                                            | 02.03.1944 | Oberfeldwebel       | Pi.Zugführer i. d. StabsKp/Gren.Rgt 211 |
| Knuth, Friedrich-Wilhelm                                  | 06.03.1944 | Major               | Führer Gren.Rgt 211                     |
| Kunze, Gottfried                                          | 20.04.1945 | Hauptmann d.R.      | Führer I./Gren.Rgt 211                  |
| Müller, Waldemar                                          | 06.03.1944 | Hauptmann           | Kdr II./Gren.Rgt 211                    |
| Pape, Walter                                              | 07.03.1941 | Unteroffizier       | Gruppenführer i. d. 5./Inf.Rgt 211      |
| Rumohr von, Detlev                                        | 04.07.1944 | Major               | Kdr Gren.Rgt 211                        |
| Söhlke, August                                            | 14.04.1945 | Oberfeldwebel       | Führer 3./Gren.Rgt 211                  |
| Steinbrenner, Walter                                      | 09.07.1944 | Hauptmann d.R.      | Chef 7./Gren.Rgt 211                    |
| Weber, Walter                                             | 13.10.1941 | Unteroffizier       | KpTruppführer 7./Gren.Rgt 211           |
| Stoy, Otto                                                | 05.11.1944 | Leutnant            | Führer 3./Art.Rgt 171                   |
| Hübner, Herbert                                           | 28.10.1944 | Feldwebel           | Zugführer i. d. 1./Pz.Jäg.Abt 171       |
| Germer, Alfred                                            | 26.05.1940 | Oberleutnant        | Chef 1./Pi.Btl 171                      |
| Cruz Germânica em Ouro                                    |            |                     |                                         |
| Barnbeck, Hermann                                         | 02.01.1942 | Major               | III./Inf.Rgt. 194                       |
| Bauerochse, Hermann                                       | 27.01.1943 | Leutnant            | 7./Gren.Rgt. 194                        |
| Below von, Hans                                           | 28.01.1943 | Oberstleutnant i.G. | Ia 71. Inf.Div.                         |
| Bierstedt, Werner                                         | 26.08.1942 | Leutnant            | 3./Inf.Rgt. 191                         |
| Brandt, Kurt                                              | 23.11.1944 | Hauptmann           | I./Art.Rgt. 171                         |
| Bredenförder, Ernst                                       | 14.07.1944 | Major               | Felders.Btl. 171                        |
| Bürger, Kurt                                              | 06.11.1942 | Leutnant            | I./Inf.Rgt. 191                         |
| Bunge, Gerhard                                            | 02.01.1942 | Oberleutnant d.R.   | 3./Inf.Rgt. 194                         |
| Corduan, Kurt                                             | 14.06.1942 | Major               | II./Inf.Rgt. 211                        |
| Crusius, Martin                                           | 06.11.1942 | Leutnant d.R.       | III./Inf.Rgt. 191                       |
| Dobberkau, Dr. Fritz                                      | 27.10.1942 | Hauptmann d.R.      | I./Inf.Rgt. 194                         |
| Domine, Wilhelm                                           | 07.09.1944 | Major               | III./Art.Rgt. 171                       |
| Fahlbusch, Werner                                         | 13.09.1942 | Oberleutnant d.R.   | 5./Inf.Rgt. 194                         |
| Gartmann, Götz                                            | 30.07.1942 | Hauptmann           | 8./Inf.Rgt. 194                         |
| Gerke, Adolf                                              | 05.11.1942 | Oberfeldwebel       | 2./Pi.Btl. 171                          |
| Gromball, Günter                                          | 10.08.1944 | Feldwebel           | 14./Gren.Rgt. 191                       |
| Gutschmidt, Hans                                          | 20.09.1942 | Oberfeldwebel       | 10./Inf.Rgt. 194                        |
| Heinz, Adolf                                              | 27.04.1945 | Oberwachtmeister    | 3./Art.Rgt. 171                         |
| Hindenlang, Gerhard                                       | 25.01.1943 | Oberleutnant        | Inf.Rgt. 194                            |
| Höft, Wilhelm                                             | 22.03.1945 | Oberfeldwebel       | 3./Div.Füs.Btl. 171                     |
| Hossfeld, Rolf                                            | 25.01.1943 | Leutnant d.R.       | Inf.Rgt. 194                            |
| Jensen, Heinrich                                          | 06.09.1942 | Leutnant d.R.       | 2./Aufkl.Abt. 171                       |
| Jezkowitz, Ernst                                          | 02.01.1942 | Feldwebel           | 3.(mot)/Pi.Btl. 171                     |
| Karlbaum, Adolf                                           | 28.01.1943 | Oberleutnant        | 1./Pz.Jäg.Abt. 171                      |
| Klink, Josef                                              | 08.11.1944 | Hauptmann           | I./Gren.Rgt. 211                        |
| Köllmann, Heinrich                                        | 27.10.1942 | Unteroffizier       | 11./Inf.Rgt. 194                        |
| Koennecke, Willy                                          | 02.01.1942 | Oberleutnant        | 5./Inf.Rgt. 211                         |
| Krüger, Herbert                                           | 26.09.1942 | Oberfeldwebel       | 8./Inf.Rgt. 194                         |
| Kunze, Gottfried                                          | 12.08.1944 | Hauptmann d.R.      | 14./Gren.Rgt. 191                       |
| Marwede, Friedrich                                        | 26.09.1942 | Oberfeldwebel       | 2./Pi.Btl. 171                          |
| Meier, Heinrich                                           | 09.03.1945 | Leutnant            | Pi.Btl. 171                             |
| Meyer, René                                               | 26.08.1942 | Hauptmann           | I./Inf.Rgt. 191                         |
| Münch, Gerhard                                            | 18.10.1942 | Hauptmann           | III./Inf.Rgt. 194                       |
| Neumann, Martin                                           | 14.10.1942 | Major               | II./Art.Rgt. 171                        |
| Newiger, Albert                                           | 20.09.1942 | Oberst              | Inf.Rgt. 194                            |
| Oppermann, Walter                                         | 28.02.1942 | Feldwebel           | 3./Pz.Jäg.Abt. 171                      |
| Pfleiderer, Wolfgang                                      | 30.07.1942 | Hauptmann           | III./Inf.Rgt. 194                       |
| Raapke, Wilhelm                                           | 28.05.1944 | Generalleutnant     | Kdr. 71. Inf.Div.                       |
| Rönnecke, Heinz                                           | 09.07.1942 | Oberleutnant        | 2./Pz.Jäg.Abt. 171                      |
| Röse, Heinrich                                            | 30.01.1943 | Hauptmann d.R.      | II./Gren.Rgt. 194                       |
| Samel, Robert                                             | 02.01.1942 | Leutnant            | 9./Inf.Rgt. 211                         |
| Sander, Heinrich                                          | 08.02.1945 | Oberleutnant d.R.   | Pz.Jäg.Abt. 171                         |
| Schmelz, Fritz                                            | 25.01.1943 | Hauptmann           | II./Gren.Rgt. 211                       |
| Schmidt, Hubert                                           | 02.01.1942 | Oberleutnant d.R.   | 1./Inf.Rgt. 194                         |
| Schmidt, Johannes                                         | 26.09.1942 | Oberst              | Inf.Rgt. 191                            |
| Schreiner, Otto                                           | 30.04.1943 | Hauptmann           | Art.Rgt. 171                            |
| Schultz, Georg                                            | 03.08.1942 | Major               | II./Inf.Rgt. 194                        |
| Schulz, Martin                                            | 18.10.1942 | Oberfeldwebel       | 10./Inf.Rgt. 211                        |
| Schulze, Johannes                                         | 13.09.1942 | Leutnant d.R.       | 6./Inf.Rgt. 191                         |
| Seeboldt, Gustav                                          | 22.09.1944 | Hauptmann d.R.      | 9./Art.Rgt. 171                         |
| Sieweke, Joachim                                          | 28.01.1943 | Oberleutnant d.R.   | 3./Art.Rgt. 171                         |
| Stein, Hermann                                            | 18.06.1942 | Hauptmann           | 1./Inf.Rgt. 211                         |
| Stumpf von, Karl-Leberecht                                | 03.08.1942 | Oberstleutnant      | III./Art.Rgt. 171                       |
| Trieschmann, Franz                                        | 28.01.1943 | Leutnant            | 2./Pz.Jäg.Abt. 171                      |
| Wagner, Gerhard                                           | 03.08.1942 | Major               | I./Art.Rgt. 171                         |
| Weber, Wolfgang                                           | 02.01.1942 | Leutnant d.B.       | 8./Inf.Rgt. 211                         |
| Zehe, Walter                                              | 08.11.1944 | Oberstleutnant      | Art.Rgt. 171                            |

Além dos soldados, 4 unidades da divisão também foram condecoradas:
| Unidade                                                                                    | Data de abate/combate | Local    | Data condecoração |
| ------------------------------------------------------------------------------------------ | --------------------- | -------- | ----------------- |
| Certificado Louvor do Comandante-em-Chefe do Exército por abater aeronaves (nível unidade) |                       |          |                   |
| Infanterie-Regiment 194                                                                    | 29.05.1942            | Werbowka | 19.07.1942 (183)  |

## Serviço de Guerra
| Data                  | Corpo                                       | Exército                  | Grupo de Exércitos    | Área          |
| --------------------- | ------------------------------------------- | ------------------------- | --------------------- | ------------- |
| 26 de agosto de 1939  | IX Corpo de Exército                        | 1º Exército               | C                     | Saarpfalz     |
| 2 de setembro de 1949 | XXIV Corpo de Exército                      | 1º Exército               | C                     | Saarpfalz     |
| 8 de novembro de 1939 | OKH-Reserve                                 |                           | C                     | Lauterecken   |
| 1 de janeiro de 1940  | OKH-Reserve                                 |                           | C                     | Lauterecken   |
| 10 de maio de 1940    | z. Vfg.                                     | 16º Exército              | A                     | Arlon         |
| 13 de maio de 1940    | VII Corpo de Exército                       | 16º Exército              | A                     | Maginot       |
| 1 de junho de 1940    | XXXVI Corpo de Exército                     | 16º Exército              | A                     | Verdun        |
| julho de 1940         | XIII Corpo de Exército                      | 9º Exército               | A                     | Nancy         |
| agosto de 1940        | XXXXII Corpo de Exército                    | 16º Exército              | A                     | Luxemburg     |
| setembro de 1940      | z. Vfg.                                     | 16º Exército              | A                     | Luxemburg     |
| 12 de outubro de 1940 | BdE-Lehrgruppe                              | OKH (GenStdH / Ausb.Abt.) | Tr.Üb.Pl. Königsbrück |               |
| 1 de janeiro de 1941  | BdE-Lehrtruppe                              | OKH (GenStdH / Ausb.Abt.) | Tr.Üb.Pl. Königsbrück |               |
| 1 de abril de 1941    | Höh. Kdo. XXXIV (Festungsstab San)          | 17º Exército              | B                     | Przemysl      |
| 13 de abril de 1941   | XVII Corpo de Exército (Festungsstab Chelm) | 17º Exército              | B                     | Przemysl      |
| 15 de abril de 1941   | III Corpo de Exército (Festungsstab Lublin) | 17º Exército              | B                     | Przemysl      |
| 22 de abril de 1941   | IV Corpo de Exército (Festungsstab Mielec)  | 17º Exército              | A                     | Przemysl      |
| 22 de junho de 1941   | IV Corpo de Exército                        | 17º Exército              | Süd                   | Premysl       |
| 29 de junho de 1941   | XXXXIV Corpo de Exército                    | 17º Exército              | Süd                   | Premysl       |
| 2 de julho de 1941    | IV Corpo de Exército                        | 17º Exército              | Süd                   | Premysl       |
| 5 de julho de 1941    | XXXXIV Corpo de Exército                    | 17º Exército              | Süd                   | Premysl       |
| 12 de julho de 1941   | Höh. Kdo. XXXIV Corpo de Exército           | 6º Exército               | Süd                   | Kiew          |
| 19 de julho de 1941   | LI Corpo de Exército                        | 6º Exército               | Süd                   | Kiew          |
| 27 de julho de 1941   | XXIX Corpo de Exército                      | 6º Exército               | Süd                   | Kiew          |
| 1 de outubro de 1941  | Bef. d. rückw. H.Geb. Süd                   | 6º Exército               | Süd                   | Kiew          |
| 15 de outubro de 1941 | XXXVII Corpo de Exército                    | 15º Exército              | D                     | Bélgica       |
| 1 de janeiro de 1942  | XXXVII Corpo de Exército                    | 15º Exército              | D                     | Bélgica       |
| fevereiro de 1942     | XXXXV Corpo de Exército                     | 1º Exército               | D                     | França        |
| 6 de maio de 1942     | LI Corpo de Exército                        | 6º Exército               | Süd                   | Charkow       |
| 16 de agosto de 1942  | XXIV Corpo de Exército                      | 6º Exército               | B                     | Donbogen      |
| setembro de 1942      | LI Corpo de Exército                        | 6º Exército               | B                     | Stalingrado   |
| outubro de 1942       | LI Corpo de Exército                        | 4º Exército Panzer        | B                     | Stalingrado   |
| novembro de 1942      | LI Corpo de Exército                        | 6º Exército               | B                     | Stalingrado   |
| dezembro de 1942      | LI Corpo de Exército                        | 6º Exército               | Don                   | Stalingrado   |
| 2 de janeiro de 1943  | LI Corpo de Exército                        | 6º Exército               | Don                   | Stalingrado   |
| fevereiro de 1943     | IV Corpo de Exército                        | 6º Exército               | Don                   | Stalingrado   |
| março de 1943         | -                                           | -                         | -                     | -             |
| abril de 1943         | reestruturando                              |                           |                       | Dinamarca     |
| agosto de 1943        | z. Vfg.                                     | Ob. Süd                   | B                     | Kärnten       |
| setembro de 1943      | z. Vfg.                                     |                           | B                     | Triest        |
| outubro de 1943       | II Corpo de Exército SS                     | -                         | C                     | Fiume         |
| dezembro de 1943      | II Corpo de Exército SS                     | 14º Exército              | C                     | Fiume         |
| janeiro de 1944       | LXXVI Corpo de Exército                     | 14º Exército              | C                     | Nettuno       |
| março de 1944         | XIV Corpo de Exército                       | 10º Exército              | C                     | Cassino       |
| junho de 1944         | LI Corpo de Exército                        | 10º Exército              | C                     | Adria, Chieti |
| agosto de 1944        | LXXVI Corpo de Exército                     | 10º Exército              | C                     | Adria, Rimini |
| outubro de 1944       | LXXXXVII Corpo de Exército                  | -                         | C                     | Triest        |
| janeiro de 1945       | LXVIII Corpo de Exército                    | 2º Exército Panzer        | Süd                   | Ungarn        |
| maio de 1945          | LXVIII Corpo de Exército                    | 2º Exército Panzer        | Süd                   | Kärnten       |